# Parma
Parma (tiếng Ý: [ˈpaɾma] ⓘ) là một thành phố của Ý nằm trong khu vực Emilia-Romagna, nổi tiếng với những kiến trúc, âm nhạc và nghệ thuật. Đây là thành phố đông dân thứ hai ở Emilia-Romagna sau Bologna.Thành phố này là nơi đặt trụ sở của Đại học Parma, một trong những trường đại học cổ của Ý. Nơi đây được chia làm 2 phần bởi một con suối có cùng tên.

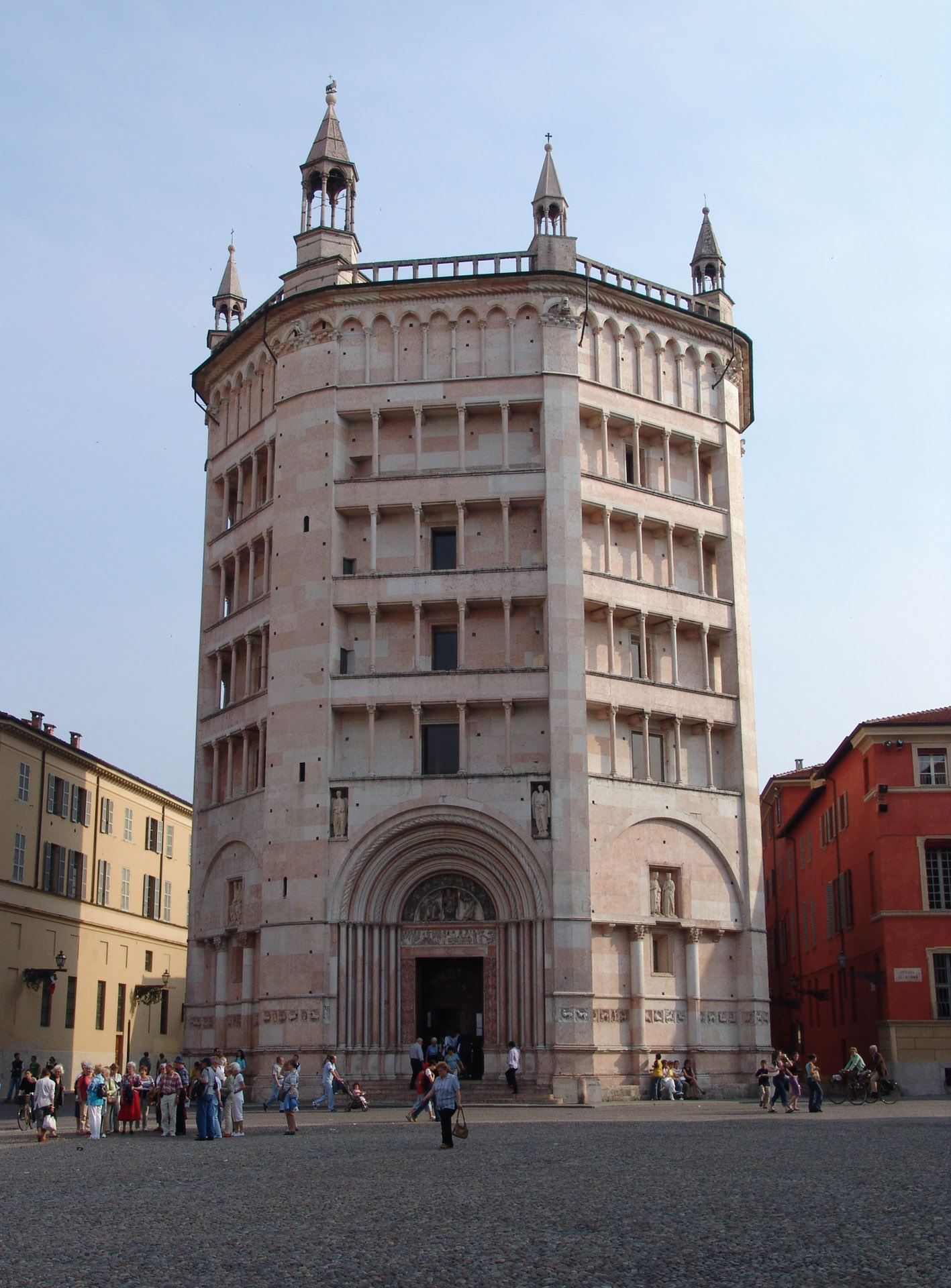
Nhà thờ Battistero của Parma